# Dhonkal
Dhonkal é uma cidade do Paquistão localizada na província de Punjab.